# لطفي زغلول
لطفي عبد اللطيف سعيد زغلول  (1938- 2021)، شاعرٌ وكاتب فلسطيني، من مواليد مدينة نابلس. هو النجل الأكبر للشاعر الفلسطيني الراحل «عبد اللطيف زغلول».

## حياته
تلقى تعليمه الابتدائي والجامعي في نابلس، حصل على شهادة الليسانس في التاريخ السياسي، ودبلوم التربية العالي، وماجستير في العلوم التربوية بتخصص تصميم المناهج التعليمية، وأصبح بعدها عضواً في الهيئة الاستشارية للاتحاد العام للكتاب الفلسطينيين في القدس، ورئيساً لمنتدى شعراء الفصحى في موسوعة الشعر العربي.
عمل كمساعدٍ لعميد كلية نابلس الجامعية. وكمحاضرٍ في جامعة النجاح الوطنية ومستشارٍ ومحاضرٍ في مركز شؤون المرأة والأسرة في مدينة نابلس ومستشارٍ في شركة سامكو للاتصالات والكمبيوتر ومدرس للمرحلة الثانوية في كل من السعودية والأردن. كتب العديد من القصائد الشعرية والنثرية، تناول فيها مواضيع مختلفة عن الوطن والحرية والمرأة وعن مدينته نابلس وعن الحب.

## أعماله الأدبية
- 1994: مجموعتين شعريتين هما : أيام....لا تغتالها الأيام، وعلى جدران القمر.[3]
- 1996: قصيدةً شعريةً بعنوان: لا حباً....إلا أنت.
- 1997: مجموعتين شعريتين هما: لأنك....أنت أنت، وأنت...أولاً.
- 2000: مجموعتين شعريتين هما: على أجنحة الرؤى، ومعاً...حتى الرحيل.
- 2003: قصائد روحانية بعنوان: همس الروح.
- 2005: مختاراتٌ من فضاء لطفي زغلول الشعري وأسماها: مطر النار والياسمين.

## جوائز
- الدكتوراه الفخرية من الجمعية الدولية للمترجمين واللغويين العرب.[3]